# Trine Bakke
Trine Bakke (verheiratete Bakke-Rognmo; * 11. Januar 1975 in Trondheim) ist eine ehemalige norwegische Skirennläuferin. Sie war auf die Disziplinen Slalom und Riesenslalom spezialisiert. Ihr größter Erfolg war der Gewinn der Slalom-Bronzemedaille bei den Weltmeisterschaften 1999 in Vail.

## Biografie
Die Tochter eines Wissenschaftlers und einer Krankenschwester ist das mittlere von drei Geschwistern und wuchs in Trondheim auf, wo sie im Alter von sieben Jahren das Skifahren erlernte. Ihr Weltcup-Debüt hatte Bakke am 22. Januar 1994 im Slalom von Maribor, wo sie mit Platz 20 auf Anhieb Weltcuppunkte gewann. Einen Tag später fuhr sie dort im Riesenslalom auf Platz 13 und sicherte sich die Qualifikation für die Olympischen Winterspiele 1994 in Lillehammer. Dort erreichte sie den 19. Platz im Riesenslalom. Am Ende der Saison wurde sie bei den Juniorenweltmeisterschaften 1994 in Lake Placid Achte im Riesenslalom, ebenso gewann sie den ersten von acht norwegischen Meistertiteln im Slalom. In der Saison 1994/95 klassierte sie sich im Weltcup nur zweimal in den Punkterängen, weshalb sie vermehrt im Europacup antrat.
Bakkes bestes Weltcupergebnis der Saison 1995/96 war ein elfter Platz, andererseits verpasste sie siebenmal den zweiten Durchgang. Mehr Erfolg hatte sie im Europacup mit einem Sieg und einem zweiten Platz, wodurch sie in der Slalom-Disziplinenwertung den dritten Rang belegte. Im Winter 1996/97 war nochmals eine Steigerung erkennbar: Im Weltcup fuhr sie zweimal unter die besten zehn, während sie im Europacup mit zwei Siegen und zwei weiteren Podestplätzen die Slalom-Disziplinenwertung für sich entschied. Bei den Weltmeisterschaften 1997 in Sestriere fuhr sie auf Platz 8. Bakke konnte sich im Winter 1997/98 endgültig an der Weltspitze etablieren. Nachdem sie viermal unter die besten zehn gefahren war, gelang ihr am 1. März 1998 die erste Weltcup-Podestplatzierung als Zweite des Slaloms von Saalbach-Hinterglemm. Hingegen schied sie bei den Olympischen Winterspielen 1998 in Nagano im zweiten Durchgang des Slaloms aus.
Nach drei Top-10-Platzierungen zu Beginn der Saison 1998/99 konnte Bakke am 17. Januar 1999 erstmals ein Weltcuprennen gewinnen, den Slalom von St. Anton am Arlberg. Sechs Wochen später folgte ein zweiter Platz in Åre. Dazwischen gewann sie bei den Weltmeisterschaften 1999 in Vail die Slalom-Bronzemedaille, hinter der Australierin Zali Steggall und der Schwedin Pernilla Wiberg. Im Winter 1999/2000 fuhr Bakke viermal auf das Podest von Weltcupslaloms, wobei sie am 6. Januar 2000 in Maribor ihren zweiten Sieg feiern konnte. Wie im Vorjahr belegte sie in der Disziplinenwertung den vierten Platz, wobei sie aufgrund mehrerer Ausfälle in der zweiten Saisonhälfte eine bessere Rangierung vergab. Nach drei weiteren Weltcup-Podestplätzen im Dezember 2000 zog sie sich am 6. Januar 2001 beim Slalom von Maribor einen Kreuzbandriss zu, was das vorzeitige Ende der Saison bedeutete.
Im Winter 2001/02 fuhr Bakke dreimal unter die besten zehn, hatte aber auch zahlreiche Ausfälle zu verzeichnen, unter anderem bei den Olympischen Winterspielen 2002 in Salt Lake City. Ähnlich verlief auch die Saison 2002/03, unter anderem mit einem Ausfall bei den Weltmeisterschaften 2003 in St. Moritz. Allmählich verlor sie den Anschluss an die Weltspitze und schied auch bei den Weltmeisterschaften 2005 in Santa Caterina aus. Nachdem sie die Qualifikation für die Olympischen Winterspiele 2006 verpasst hatte, erklärte sie am Ende der Saison 2005/06 ihren Rücktritt.
Gegen Ende ihrer Karriere war Bakke einige Jahre lang mit Nationaltrainer Øivind Rognmo verheiratet und startete unter dem Namen Trike Bakke Rognmo. Seit dem Rücktritt ist sie beruflich in der Provinz Trøndelag als Feuerwehrfrau tätig. Sie war auch Co-Kommentatorin bei Rennübertragungen von NRK.

## Erfolge

### Olympische Spiele
- Lillehammer 1994: 19. Riesenslalom

### Weltmeisterschaften
- Sestriere 1997: 8. Slalom
- Vail/Beaver Creek 1999: 3. Slalom, 30. Riesenslalom

### Weltcupsiege
- 10 Podestplätze, davon 2 Siege:

| Datum           | Ort                  | Land       | Disziplin |
| --------------- | -------------------- | ---------- | --------- |
| 17. Januar 1999 | St. Anton am Arlberg | Österreich | Slalom    |
| 6. Januar 2000  | Maribor              | Slowenien  | Slalom    |

### Weltcupwertungen
| Saison  | Gesamt | Gesamt | Riesenslalom | Riesenslalom | Slalom | Slalom |
| Saison  | Platz  | Punkte | Platz        | Punkte       | Platz  | Punkte |
| ------- | ------ | ------ | ------------ | ------------ | ------ | ------ |
| 1993/94 | 86.    | 42     | –            | –            | 38.    | 42     |
| 1994/95 | 95.    | 19     | –            | –            | 39.    | 19     |
| 1995/96 | 72.    | 54     | –            | –            | 34.    | 54     |
| 1996/97 | 45.    | 147    | –            | –            | 14.    | 147    |
| 1997/98 | 25.    | 281    | –            | –            | 7.     | 281    |
| 1998/99 | 24.    | 335    | –            | –            | 4.     | 335    |
| 1999/00 | 21.    | 434    | –            | –            | 4.     | 434    |
| 2000/01 | 31.    | 275    | 36.          | 30           | 9.     | 245    |
| 2001/02 | 43.    | 177    | –            | –            | 12.    | 177    |
| 2002/03 | 50.    | 147    | –            | –            | 16.    | 147    |
| 2003/04 | 41.    | 196    | –            | –            | 14.    | 196    |
| 2005/06 | 89.    | 29     | –            | –            | 33.    | 29     |

### Europacup
- 1995/96: 3. Slalomwertung
- 1996/97: 8. Gesamtwertung, 1. Slalomwertung

- 9 Podestplätze, davon 5 Siege:

| Datum            | Ort             | Land      | Disziplin |
| ---------------- | --------------- | --------- | --------- |
| 21. Januar 1996  | Krompachy       | Slowakei  | Slalom    |
| 29. Januar 1997  | Rogla           | Slowenien | Slalom    |
| 18. Februar 1997 | Astún/Candanchú | Spanien   | Slalom    |
| 28. Februar 1999 | Kiruna          | Schweden  | Slalom    |
| 18. Januar 2003  | Passo Tonale    | Italien   | Slalom    |

### Juniorenweltmeisterschaften
- Lake Placid 1994: 8. Slalom, 18. Super-G, 26. Abfahrt

### Weitere Erfolge
- 1 Podestplatz im Nor-Am Cup
- 8 norwegische Meistertitel (Slalom 1994, 1996, 1997, 1998, 1999, 2000, 2002, 2006)
- 17 Siege in FIS-Rennen (ab 1995)